# Lichfield
Pour les articles homonymes, voir Lichfield (homonymie).
Lichfield [lɪtʃ.fiːld] est une petite ville du Staffordshire, en Angleterre. Elle est située à environ 25 km au nord de Birmingham, et à 175 km au nord-ouest de Londres. Siège d'un évêché depuis le Haut Moyen Âge, elle est célèbre pour sa cathédrale à trois flèches et en tant que lieu de naissance du lexicographe Samuel Johnson. Elle bénéficie du statut de Cité. Au recensement de 2011, elle comptait 32 219 habitants.

## Étymologie
Le nom de Lichfield est attesté pour la première fois au début du VIIIe siècle sous la forme Licitfelda. Il se compose du vieil-anglais feld « plaine, champ » suffixé au toponyme Letocetum, nom latinisé d'une localité remontant aux Bretons. Ce nom, qui signifiait « bois gris », se compose lui-même des éléments celtiques *lẹ̄d ou *luid et cẹ̄d.

## Histoire
À l'époque romaine, le site de Letocetum, à quelques kilomètres au sud de la ville actuelle de Lichfield, occupe une position importante au croisement de deux grandes routes : l'axe ouest-est de Watling Street et l'axe nord-sud d'Icknield Street.
En 669, l'évêque Chad de Mercie choisit de s'installer à Lichfield, qui devient ainsi le siège de l'évêché des Merciens. Cet évêché est brièvement élevé au rang de troisième archevêché d'Angleterre à la fin du VIIIe siècle, sous le règne du puissant Offa de Mercie. L'actuelle cathédrale de Lichfield est édifiée entre 1195 et 1249.
En 2009, le trésor du Staffordshire, une collection d'objets précieux de l'époque anglo-saxonne, est découvert dans un champ à Hammerwich, à quelques kilomètres au sud-ouest de Lichfield.

## Transports
La ville est desservie par la gare de Lichfield City (en), située dans le centre, et par la gare de Lichfield Trent Valley (en), plus excentrée. Ces deux gares ont été construites par la London and North Western Railway. Aujourd'hui, Lichfield marque le terminus de la Cross-City Line, qui la relie à Redditch.

## Personnalités
- Samuel Johnson. Sa statue s'élève sur la place du marché en face de sa maison natale.
- Philip John Bainbrigge (1817-1881), artiste, arpenteur et officier de l'armée britannique
- David Garrick.
- Erasmus Darwin.
- Joseph Addison.
- Thomas Day.
- Richie Edwards, bassiste de The Darkness.
- Anna Seward, poète romantique, mémorialiste et écrivaine de lettres
- Elias Ashmole, fondateur de l'Ashmolean Museum, Oxford.
- Helen Baxendale, actrice
- John Floyer, docteur et auteur
- Muzio Clementi, compositeur, habitait pour un peu de temps dans ce qui est maintenant le pub Hedgehog.
- Michael East, compositeur et organiste, y décède en 1648.
- Sue Williamson, artiste sud-africaine née à Lichfield en 1941.
- Bill Pritchard, auteur-compositeur-interprète y est né en 1964.
- Jacques Hébert, mannequin

## Jumelages
Lichfield est jumelée à :
- Limburg an der Lahn (Allemagne)
- Sainte-Foy-lès-Lyon (France)